# 辛达吾
辛达吾（1993年3月5日—），韩国男子短道速滑运动员，2012年世界短道速滑锦标赛男子1500米、男子3000米和男子5000米接力铜牌得主、2013年世界短道速滑锦标赛男子1000米、男子1500米、男子全能金牌得主和男子3000米银牌得主、2014年世界短道速滑锦标赛男子5000米接力银牌得主、2017年世界短道速滑锦标赛男子1500米金牌得主。